# Даценко, Ольга Андреевна
Ольга Андреевна Даценко (укр. Ольга Андріївна Даценко) (2 (25) января 1903, с. Шишаки, Полтавская область — 18 декабря 1993, Петрозаводск) — украинская и русская советская театральная актриса. Ученица украинского театрального режиссёра Леся Курбаса.

## Биография и театральное творчество
Отец умер, когда девочке исполнился год, мать работала учительницей. Училась в Полтаве в частной гимназии, где принимала участие в любительских спектаклях. С 1919 участвовала в любительских спектаклях сельской молодежи, которыми руководила приезжавшая в Шишаки на отдых актриса Лидия Квитка.
В 1922—1925 училась в Киевском музыкально-драматическом институте имени Лысенко, где её заметил Лесь Курбас и зачислил в свой театр «Березиль».
В 1926 вместе с театром переехала в Харьков. Здесь были сыграны лучшие роли Леси Даценко (под этим именем она выходила на сцену): монахиня («Гайдамаки» по Шевченко, 1924), Юм-Юм («Микадо» по Салливену, 1927), Оля («Народный Малахий» Кулиша, 1928), Уля («Мина Мазайло» Кулиша, 1929), Катря («Кадры» Микитенко, 1931), Ли-дзи («Смерть леди Грей» Голованивского, 1934). .
Актриса вынуждена была покинуть Харьков из-за ареста мужа Б. Дробинского. Она работала в Житомирском передвижном театре (1937—1938), Енакиевском русском драматическом театре имени Пушкина (1938—1940), в Мариупольском русском драматическом театре (1940—1941), Полтавском украинском музыкально-драматическом театре (1945—1946), Каменец-Подольском украинском драматическом театре (1946—1950).
В 1951 она приняла предложение только что созданного Русского драматического театра Карело-Финской ССР, став его ведущей актрисой.
С 1961 года на пенсии. Умерла 18.12.1993., похоронена в Петрозаводске.

## Семья
Первым мужем актрисы был (1922—1930) режиссёр Борис Тягно, вторым (1934) — актёр и режиссёр Борис Дробинский, в 1937 он был арестован и 29 августа 1937 расстрелян.